# I masnadieri

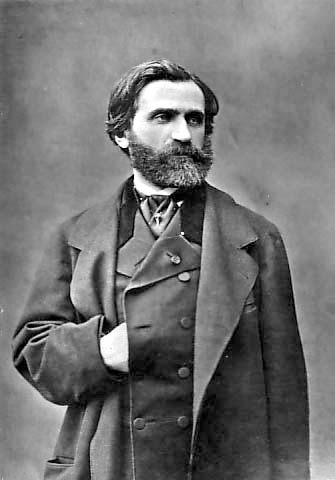
Giuseppe Verdi

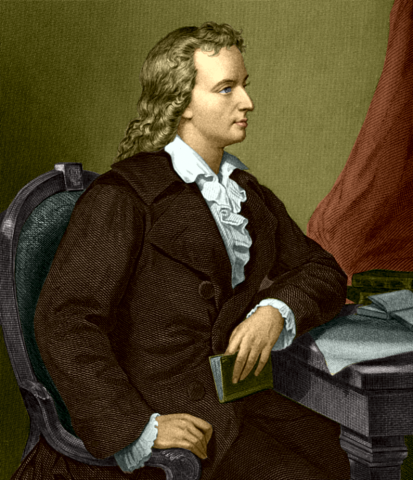
Friedrich von Schiller

I masnadieri (De rovers) is een opera in vier bedrijven van Giuseppe Verdi op een Italiaans libretto van Andrea Maffei, gebaseerd op Die Räuber van Friedrich von Schiller. De première vond plaats in Her Majesty's Theatre in Londen op 22 juli 1847.

## Geschiedenis
In 1842 nam Benjamin Lumley het management van Her Majesty's Theatre, waar de Italiaanse opera's in Londen gewoonlijk werden uitgevoerd, over. Drie jaar later was Verdi's Ernani de eerste Britse productie in zijn theater en deze werd door het publiek geweldig ontvangen. Dit overtuigde Lumley ervan dat hij Verdi de opdracht moest geven om een opera te schrijven, die dan in Londen haar wereldpremière zou beleven. Verdi nam Lumleys voorstel aan en de productie werd gepland voor de zomer van 1846. Omdat Verdi's gezondheid achteruit ging werd de première uitgesteld tot 1847.
Terwijl Verdi herstellende was had een van zijn goede vrienden, Andrea Maffei, een vooraanstaand dichter, die zowel Shakespeare als Schiller naar het Italiaans vertaald had, gesuggereerd dat Macbeth en Schillers Die Räuber misschien wel geschikt waren als onderwerp voor een opera. Maffei zelf werkte aan het libretto voor de opera over het verhaal van Schiller, wat in het Italiaans I masnadieri werd, terwijl een van Verdi's vaste librettisten, Francesco Piave, werd ingehuurd om van Macbeth een bruikbare tekst te maken.
Verdi was oorspronkelijk van plan om I masnadieri tijdens het carnaval van 1847 in Florence in première te laten gaan, en Macbeth een jaar later in Londen. Er bleek in Florence echter geen geschikte tenor beschikbaar voor de rol van Carlo, zodat Verdi besloot om eerst Macbeth voor de uitvoering in Florence te componeren, en vervolgens I masnadieri voor Londen.
Eind mei 1847 vertrok Verdi uit Italië naar Londen; op de orkestratie na, die hij tijdens de repetities af wilde maken, was de opera klaar. De bezetting voor de première voldeed aan de hoogste internationale eisen. De coloratuur sopraan Jenny Lind werd geëngageerd voor de rol van Amalia, de heldin van de opera.
Koningin Victoria en prins Albert woonden de eerste voorstelling bij, samen met de de hertog van Wellington, en verder iedereen van de Britse aristocratie die het gelukt was een kaartje te bemachtigen.
Na de nodige inspanningen werd Verdi bereid gevonden het orkest tijdens de première te dirigeren, wat een eclatant succes was en de pers was dan ook grotendeels enthousiast. Dit succes vond helaas geen vervolg bij andere voorstellingen, mogelijk als gevolg van inconsistenties in het uitbundige libretto.

## Rolverdeling
- Massimiliano, regerend graaf van Moor - bas
- Carlo, oudere zoon van Massimiliano - tenor
- Francesco, jongere zoon van Massimiliano - bariton
- Amalia, nicht van Massimiliano, wees - sopraan
- Arminio, knecht van de graaf - tenor
- Rolla, hoofd van de roversbende - bariton
- Moser, een priester - bas
- Rovers, vrouwen en dienaren - koor

## Synopsis
Plaats van handeling: Duitsland
Tijd: tussen 1755 en 1757

### Eerste bedrijf
Scène 1: Een herberg bij de grens van Saksen
Tijdens een onderbreking van zijn studie aan de universiteit van Dresden is Carlo, de oudste en favoriete zoon van graaf Massimiliano Moor, aan lager wal geraakt en is deel gaan uitmaken van een roversbende. De rovers belagen de plaatselijke bevolking met berovingen en afpersing en zingen luidruchtig gedurende alle uren van de dag (en nacht).
Carlo heeft genoeg van dit verdorven leven en verlangt ernaar thuis te zijn bij Amalia, zijn nicht en geliefde (aria: "O mio castel paterno"). Hij wacht op een antwoord op de brief waarin hij zijn vader om vergeving vraagt voor zijn misdragingen.
Rolla en zijn rovers komen met het verlangde antwoord van de graaf. Carlo's vreugde verandert echter snel in verdriet en vervolgens in woede (aria: "Nell'argilla maledetta"), als hij merkt dat de brief niet van zijn vader, maar van zijn jongere broer Francesco is, die hem waarschuwt niet naar huis terug te keren omdat de graaf Carlo helemaal niet vergeven heeft, en hem wil straffen en gevangenzetten.
Carlo zweert zijn oude leven af en legt een eed af dat hij voor de rest van zijn leven bij zijn nieuwe kameraden (de rovers) zal blijven. De rovers kiezen hem daarop unaniem als hun nieuwe leider.
Scène 2: Een kamer in het kasteel van de graaf van Moor in Beieren
Francesco feliciteert zichzelf met het feit dat hij de brief van zijn broer aan zijn vader heeft onderschept, wetende dat Massimiliano Carlo zeker vergeven zou hebben als hij de brief wel ontvangen zou hebben. Nu staat alleen nog de oude, besluiteloze graaf tussen Francesco en de titel en de landgoederen van de familie, en hij heeft een plan beraamd om de dood van zijn vader te bespoedigen (aria: "La sua lampada vitale").
Hij dwingt Arminio, een van de dienaars van het kasteel, om zichzelf te vermommen als een soldaat die net is aangekomen met het tragische nieuws van Carlo's dood en zingt zijn cabaletta, "Tremate, o miseri".
Scène 3: De slaapkamer van graaf Moor in zijn kasteel
Amalia waakt over de kwijnende graaf. Beiden denken zij met veel warmte terug aan de verdwenen Carlo (aria: "Lo sguardo avea degli angeli").
Francesco brengt de vermomde Arminio de kamer binnen. Arminio vertelt hoe hij met Carlo zij aan zij vocht voor koning Frederik in de Slag bij Praag, en hoe hij zag dat Carlo dodelijk gewond raakte. Zijn laatste daad was dat hij met zijn eigen bloed een boodschap schreef op zijn zwaard, waarin stond dat Amalia met Francesco moest trouwen.
Amalia en de graaf worden door dit bedrog overrompeld; Massimiliano sterft als gevolg van de schok en Amalia vlucht hysterisch, een jubelende Francesco achterlatend.

### Tweede bedrijf
Scène 1: Een kerkhof bij het kasteel
Er zijn enkele maanden voorbijgegaan na de vorige scène en Amalia bidt bij het graf van graaf Massimiliano (aria: "Tu del mio Carlo al seno"). In de verte horen we de geluiden van een feestelijk banket van Francesco, de nieuwe graaf.
Arminio, die overmand is door schuld vanwege zijn aandeel in Francesco's verdorven intriges, benadert Amelia. Hij heeft nog net de tijd om te onthullen dat zowel Carlo als de graaf nog in leven zijn (wat Amalia haar cabaletta ontlokt "Carlo vive? O caro accento"), voor hij gestoord wordt door de komst van Francesco en genoodzaakt wordt te vluchten.
Francesco was op zoek naar Amalia om haar ten huwelijk te vragen. Haar minachtende weigering maakt hem woedend en hij wordt gewelddadig. Amalia doet daarop alsof ze van gedachten verandert en omhelst hem zodat ze zijn dolk kan grijpen en hem van zich af kan houden alvorens ze in het bos in de buurt ontsnapt.
Scène 2: Een open plek in het bos in Bohemen
De rover Rolla is in Praag gevangengenomen en de bandieten wachten op de terugkeer van hun leider, Carlo, die Rolla is gaan redden. De ontsnapping lukt, maar tegelijkertijd heeft Carlo het klaargespeeld om een groot gedeelte van de stad in brand te steken, zodat gewapende burgers hem achtervolgen. Carlo maant zijn dappere bende om als wolven te vechten om zichzelf te redden.

### Derde bedrijf
Scène 1: Een open plek in het bos van Beieren
De rovers zingen over het plezier dat ze beleven aan hun criminele activiteiten. Zij verkeren nu in hetzelfde bos als de verontruste Amalia. Amalia slaagt er niet in haar geliefde te herkennen wanneer die haar nadert. Carlo onthult zijn identiteit zonder de aanwezigheid van zijn kameraden te onthullen en er volgt een vreugdevolle hereniging. Carlo is vervuld van afschuw als hij verneemt van de mislukte poging van zijn broer om haar te verleiden.
Scène 2: Een andere open plaats in het bos van Beieren
Carlo is alleen en overdenkt zijn ellendige toekomst (aria: "Di ladroni attorniato"). Hij overweegt zelfmoord, maar besluit dat hij zijn verschrikkelijke lot moet accepteren en in eenzaamheid en ellende verder moet leven, beschimpt door alle fatsoenlijke mensen.
Arminio nadert heimelijk bij enkele ruïnes in de buurt. Carlo hoort daar een stem, en als hij gaat kijken vindt hij zijn uitgemergelde vader. Massimiliano herkent zijn zoon niet, maar vertelt hem desondanks hoe Francesco geprobeerd heeft hem te begraven nadat hij was flauwgevallen nadat hij over Carlo's dood ingelicht was (aria: "Un ignoto tre lune or saranno"). Gelukkig slaagde Arminio er in hem te redden en houdt hij hem nu verborgen in de ruïnes waar Carlo hem gevonden heeft.
Carlo verlaat zijn vader om met zijn bende het kasteel te bestormen en zijn kwade broer gevangen te nemen.

### Vierde bedrijf
Scène 1: Een kamer in het kasteel van graaf Moor
Francesco ontwaakt uit een verschrikkelijke nachtmerrie over zijn gruwelijke daden (aria: "Pareami che sorto da lanto convito"). Hij ontbiedt de plaatselijke priester, maar die weigert hem absolutie te geven voor zijn afschuwelijke daden. Op dat moment stormen de bandieten het kasteel binnen en Francesco vlucht, ondertussen zwerend dat hij zelfs de vuren van de hel zal weerstaan.
Scène 2: De tweede open plaats in het bos in Beieren
Massimiliano treurt over de dood van Carlo; hij herkent de man die voor hem staat nog steeds niet als zijn zoon. Hij zegent de "onbekende vreemdeling" voor het redden van zijn leven.
De rovers verschijnen en rapporteren de ontsnapping van Francesco. Dit bevalt Carlo wel omdat hij zijn leven wil veranderen. Dan wordt Amelia de open plek op gebracht door de bandieten, die haar gevonden hebben. Carlo is nu wel genoodzaakt zijn rol als roverhoofdman aan Amelia en zijn vader te openbaren. Massimiliano uit zijn ongeloof, afschuw en wanhoop, maar Amalia verklaart hem haar liefde en zegt dat ze ondanks alles bij hem wil blijven.
Hoewel Carlo gezworen heeft zijn leven te zullen veranderen, heeft hij ook eeuwige trouw gezworen aan zijn roversbende. Hij kan niet toestaan dat de vrouw die hij liefheeft in deze wereld van schande en verloedering wordt meegesleurd, hoewel hij zich niet aan zijn lot kan onttrekken; hij besluit dat deze paradox alleen opgelost kan worden door Amalia te doden. Hij steekt haar neer en vlucht vervolgens, op zoek naar zijn eigen dood.

## Ontvangst
In Engeland werd I masnadieri gevierd als een van de interessantste opera's van Verdi uit die periode. Vooral George Bernard Shaw bleef zijn hele leven een enthousiast bewonderaar van deze opera.
In Italië vond de opera echter geen plek in het reguliere uitvoeringsrepertoire, misschien wel omdat het werk het uiterste vergt van de sopraan en de tenor, en daarom te veel vergt om als routine te worden geprogrammeerd, of omdat men verwachtte dat het libretto als te extreem werd beschouwd om het gemiddelde publiek aan te spreken.